# Hiddenseer Bügelbaum

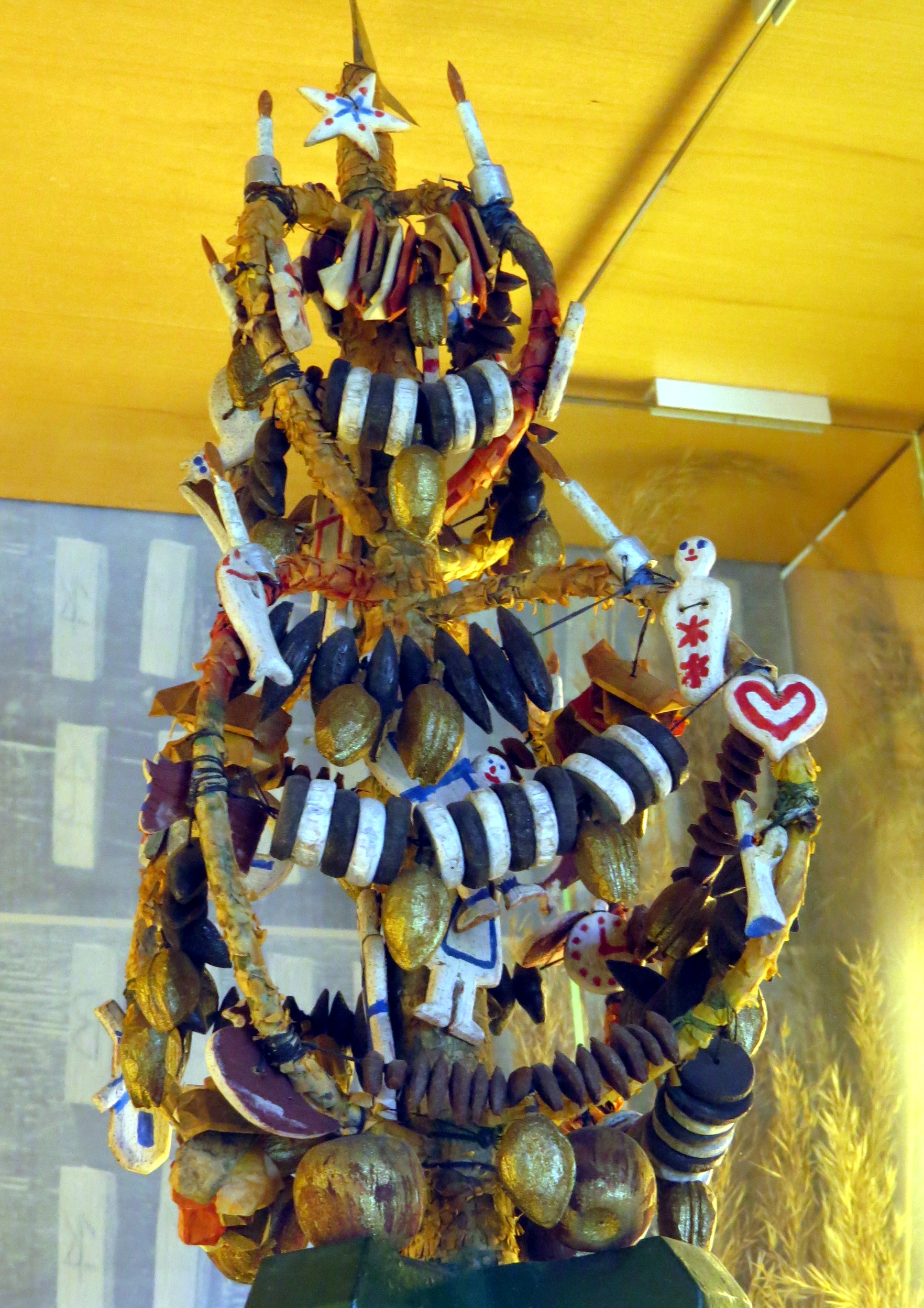
Exponat im Hiddenseer Heimatmuseum

Der Hiddenseer Bügelbaum ist eine in früheren Jahrhunderten auf der Insel Hiddensee verbreitete Variante des Weihnachtsbaumes. Die Form eines Tannenbaumes wurde aus einem zentralen Träger und dort eingesteckten gebogenen Ästen nachgebildet. Die Äste erhielten weihnachtliche Dekorationen verschiedener Art. Gelegentlich kam eine solche Konstruktion auch auf der Insel Rügen oder in der Hansestadt Stralsund zum Einsatz, dort hieß er dann Rügener Bügelbaum oder einfach nur Bügelbaum.

## Beschreibung und Geschichte
Ein Bügelbaum besteht aus einem tannenartig angeordneten Gestell aus gebogenen Weidenästen oder anderem geeigneten Material. Die Bögen oder Bügel wurden an einem Holzstamm befestigt und mit immergrünen Zweigen von Wacholder oder Buchsbaum umwickelt; auch farbiges Seidenpapier kam zum Einsatz. Die so entstandenen Arme erhielten eine Dekoration aus Schmuck, Pfefferkuchenfiguren, Süßigkeiten, Nüssen und Kerzen. Der Stamm bestand anfangs aus einem Besenstiel, der angespitzt in ein Gefäß mit Sand gesteckt wurde. Später erhielt er einen eigenen relativ schweren breiten Ständer, um die Standfestigkeit zu wahren. Auf die vier Füße kamen je ein Apfel, der die Fruchtbarkeit symbolisierte.
Je nach Größe fand der Bügelbaum am Fenster oder auf einem Tisch im Wohnzimmer Platz, er wurde auch direkt auf den Fußboden gestellt. Auch im Freien vor den Häusern stellten manche Bewohner diese Bäume auf.
Die Spitze des Baumes erhielt oft einen „Kinjesköpping“, eine kleine Kind-Jesus-Puppe. Oder sie zeigte einen steifen Wimpel.
Dieser besondere Weihnachtsbaum entstand aus der Not, weil auf den Inseln fast keine Tannen oder andere geeignete Nadelbäume wuchsen. Auch auf einigen Nordseeinseln hielt der Bügelbaum Einzug, weil es dort ebenfalls kaum Nadelbäume gab (siehe auch: Jöölboom).
Erst seit Ende des 20. Jahrhunderts, mit der Zunahme des Warenhandels und dem stetigen Touristenstrom nach Rügen und Hiddensee wurden und werden den Einheimischen auch übliche Weihnachtsbäume zur Adventzeit verkauft.
Einige engagierte Bürgerinnen und Bürger setzen sich seit Beginn der 2010er Jahre dafür ein, diese Tradition wieder zu beleben. Vor allem gibt es in diesem Zusammenhang Bügelbäume, die von Kunstschmieden geschaffen werden.
Ein kleiner Bügelbaum ist im Heimatmuseum Hiddensee ausgestellt (siehe Einleitungsbild). Auch im Fundus des Stralsund Museums, des Binzer Museums und des Berliner Museums Europäische Kulturen befinden sich Originale von Hiddenseer Bügelbäumen.